# José Antonio Carrasco
Pour les articles homonymes, voir Carrasco.
Carrasco  Ramírez est un nom espagnol. Le premier nom de famille, en général paternel, est Carrasco ; le second, en général maternel, souvent omis, est Ramírez.
José Antonio Carrasco Ramírez (né le 8 septembre 1980 à Madrid) est un coureur cycliste espagnol. Il évolue au niveau professionnel entre 2008 et 2012.

## Palmarès sur route

### Par année
- 2002
  - 1re étape du Tour de Ségovie
- 2003
  - 3e de la Clásica de la Chuleta
- 2004
  - Vuelta a Quintana Roo :
    - Classement général
    - 1re et 5e étapes

  - 1re étape du Tour d'Albacete
  - 1re étape du Tour de Zamora
  - 2e étape du Tour de Salamanque
  - 3e de la Clásica Ciudad de Torredonjimeno
- 2005
  - 1re et 4e étapes du Tour d'Alicante
  - 3ea étape du Tour d'Estrémadure
- 2006
  - Tour d'Alicante :
    - Classement général
    - 2e, 4e et 6e étapes

  - Classement général du Tour de León
  - 2e du championnat d'Espagne du contre-la-montre amateurs
  - 3e du championnat d'Espagne sur route amateurs
- 2007
  - 2e étape du Tour de La Corogne
  - 3e de la Santikutz Klasika
- 2012
  - 1re étape du Grand Prix Abimota

### Résultats sur les grands tours

#### Tour d'Espagne
1 participation
- 2008 : 65e

### Classements mondiaux
| Année            | 2005 | 2006 | 2007 | 2008 | 2009 | 2010 | 2011 |
| ---------------- | ---- | ---- | ---- | ---- | ---- | ---- | ---- |
| UCI America Tour |      |      |      |      |      | 200e |      |
| UCI Europe Tour  | 777e | 410e | 765e | 556e | 483e |      | 842e |

## Palmarès sur piste

### Championnats nationaux
- 2004
  - 3e du championnat d'Espagne de poursuite par équipes
- 2005
  - 3e du championnat d'Espagne de poursuite par équipes
- 2006
  - 3e du championnat d'Espagne de poursuite par équipes
- 2007
  - 3e du championnat d'Espagne du scratch
  - 3e du championnat d'Espagne du kilomètre
- 2010
  - 3e du championnat d'Espagne de course aux points